# Cristo in pietà e un angelo
Il Cristo in pietà e un angelo, o più semplicemente Pietà, è un dipinto a olio su tavola (74×51 cm) di Antonello da Messina, databile al 1476-1478 circa e conservato nel Museo del Prado di Madrid.

## Storia
Antonello da Messina torna nel 1476, quando ha circa 47 anni, definitivamente a Messina, dopo aver rifiutato l'offerta di diventare ritrattista ufficiale per i signori di Milano, gli Sforza. Col suo ritorno nella sua città natale di Messina il pittore accentuerà  molto il realismo e l'intensità espressiva in opere davvero stupefacenti come l'Annunciata di Palermo e la Pietà appunto, dipinta tra il 1476 e il 1478, su committenza di un privato.

## Descrizione
La scena che Antonello da Messina immagina e rappresenta non è narrata da nessun Vangelo. Cristo è già stato deposto dalla croce e sta per essere messo nel sepolcro. Prima di compiere la sepoltura, un angelo piangente ci mostra Cristo morto in tutta la sua drammaticità: il volto con la bocca ancora aperta, le mani cadenti, il fianco squarciato da cui esce sangue in abbondanza.
L'immagine del Cristo e dell'angelo è inserita in un paesaggio con teschi e tronchi secchi che simboleggiano la morte, mentre in secondo piano la città e il verde della natura simboleggiano la Resurrezione. Nello sfondo è possibile notare la città di Messina nel 400, in cui è possibile osservare la rappresentazione il duomo cittadino con il suo campanile circondato dalle imponenti mura perimetrali della città.

## Stile
Si tratta senza dubbio di un'opera per un committente privato, dipinta per indurre chi la guardava a meditare sulla passione di Cristo. Il realismo con cui è resa la morte, il contrasto fra l'incarnato roseo dell'angelo e quello più cadaverico di Cristo, il dolore estremo dell'angelo, il contrasto fra figure in primo piano e paesaggio, avevano lo scopo di coinvolgere emotivamente lo spettatore e ricordargli a quale prezzo era stata guadagnata da Cristo la sua salvezza.
Il volto del Cristo è stato probabilmente ripreso dalla piccola tavoletta del Cristo alla colonna (1476 circa) di Antonello, che oggi è visibile al Museo del Louvre.
L'iconografia invece in cui il Cristo morto è sorretto dall'angelo è di origine nordica, ma era già presente nelle opere di Carlo Crivelli. Il corpo del Cristo è reso naturalisticamente, sia nel costato sanguinante che nel volto sofferente a cui fa da contrappunto la bellezza idealizzata del volto dell'angelo.